# 圣马利亚学院短期大学
圣马利亚学院短期大学（日语：／ Sei Maria Gakuin Tanki Daigaku *），简称马利短，是过去一所位于日本福冈县久留米市的私立短期大学。

## 概要

### 简介
- 学校最早可以追溯到1953年即圣马利亚医院的创立、高等护理学院成立于1973年。短期大学为于1986年开办、由学校法人圣马利亚学院经营、来教育的基础是天主教。招収男女学生到2005年、停办于2009年[1][2]。

### 历史
- 1986年 圣马利亚学院短期大学成立并同时设置护理学科。
- 1989年 两个专攻成立于专科、以下列举[1]。
  - 地区护理学专攻
  - 助产学专攻
- 2005年 最后一年招生、次年停止招生（正式停办于2009年8月26日[2]）。

## 学校环境
- 校区：在了福冈县久留米市[注 1]

## 历任校长
- 中川洋：第一代短期大学校长[3]。

## 组织

### 学科
- 护理学科

### 专科
| - 地区护理学专攻 - 助产学专攻 |

### 业余课程
| - 没有 |

## 相关链接
- 日本短期大学列表